# Преференция
Префере́нция (лат. praeferentia «предпочтение») — преимущество, льгота, предоставляемая отдельным государствам, предприятиям, организациям для поддержки определенных видов деятельности.
Преференции осуществляются в форме снижения налогов, скидок с таможенных пошлин, освобождения от платежей, предоставления выгодных кредитов. 
Преференции предоставляются государством и носят адресный характер. В отношениях между государствами преференции предоставляются как на началах взаимности, так и в одностороннем порядке. Основными формами преференции являются особые бюджетные режимы валютного регулирования и визовые режимы.
Преференции устанавливаются в виде инвестиционного налогового кредита и целевой налоговой льготы для финансирования инвестиционных и инновационных затрат. Налоговый кредит, как и любой другой, предоставляется на условиях возвратности и платности; оформляется соответствующим договором между предприятием и налоговым органом.
Во многих странах широко практикуется дифференциация ставок налога на прибыль корпораций в зависимости от отрасли экономики.